# Wądoły (Oleśnica)
Wądoły (niem. Würtemberg) – część miasta Oleśnica w Polsce, w województwie dolnośląskim, w powiecie oleśnickim. Położona jest w rejonie ulicy Wądoły, na południe od centrum Oleśnicy. 
Dawniej samodzielna wieś i gmina jednostkowa. Od 1945 w Polsce, gdzie ustanowiła gromadę w gminie Solniki Wielkie w powiecie oleśnickim w województwie wrocławskim. W związku z reformą administracyjną kraju jesienią 1954 Wądoły weszły w skład nowo utworzonej gromady Ligota Wielka. 1 stycznia 1973, w związku z kolejną reformą administracyjną kraju, Wądoły włączono do Oleśnicy.